# Parroquia San Cristóbal (Ecuador)

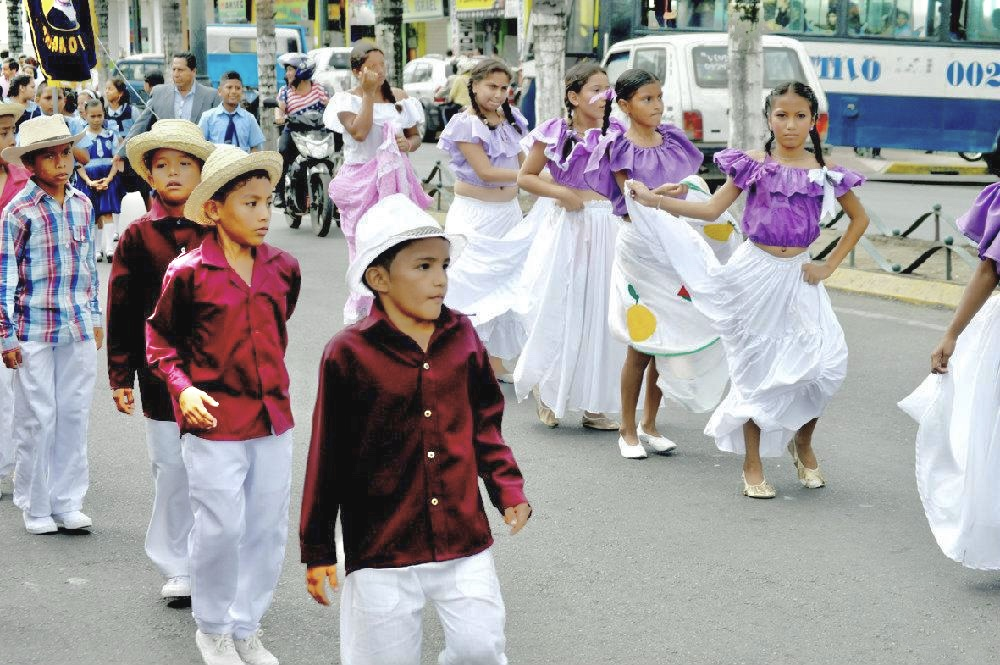
Desfiles de las escuelas del sector.

La Parroquia San Cristóbal es una parroquia urbana que forma parte del cantón Quevedo, Provincia de Los Ríos, Ecuador.

## Fecha de parroquialización
Las tradicionales fiestas de San Cristóbal son una festividad que se celebra cada 24 de agosto  con el motivo de celebrar otro año de vida política. Actualmente la parroquia tiene 26 años de creación política. 
Estas fiestas tradicionalmente son celebradas con coloridos desfiles de las unidades educativas de la parroquia a lo largo de la avenida Guayaquil y una sesión solemne a la cual asisten las principales autoridades de Quevedo.

## Directiva
Las autoridades de la parroquia son elegidas de manera democrática y se actúa en manera de asamblea, bajo la supervisión del alcalde de la ciudad.
Las autoridades tienen un periodo de gestión de 2 años.
La actual directiva de la parroquia es:
- Presidente: Miguel Ortiz
- Vicepresidenta: Sra. Iris Montenegro
- Secretaria: Miriam Fernánde
- Prosecretaria: Noris Liberio
- Tesorera: Roció Gavilánez